# Lekkoatletyka na Letnich Igrzyskach Olimpijskich 1928 – sztafeta 4 × 400 m mężczyzn
Bieg sztafetowy 4 × 400 metrów mężczyzn – był jedną z konkurencji lekkoatletycznych rozgrywanych podczas igrzysk olimpijskich w Amsterdamie. Zawody odbyły się 4 i 5 sierpnia 1928 roku.

## Wyniki

### Runda eliminacyjna
Po dwie najlepsze drużyny z każdego biegu zakwalifikowały się do finałów.
Bieg 1
| Pozycja | Państwo           | Zawodnicy                                                                 | Czas   | Uwagi |
| ------- | ----------------- | ------------------------------------------------------------------------- | ------ | ----- |
| 1.      | Stany Zjednoczone | George Baird, Emerson Spencer, Fred Alderman, Ray Barbuti                 | 3:21,4 | Q     |
| 2.      | Kanada            | Alex Wilson, Phil Edwards, Stanley Glover, James Ball                     | 3:22,0 | Q     |
| 3.      | Węgry             | Mór Gerő, László Magdics, László Barsi, Antal Odri                        | 3:23,2 |       |
| 4.      | Polska            | Feliks Malanowski, Zygmunt Weiss, Stefan Kostrzewski, Klemens Biniakowski | 3:24,2 |       |
| 5.      | Belgia            | Philippe Coenjaerts, Émile Vercken, François Prinsen, Eugene Langenraedt  | b.d.   |       |

Bieg 2
| Pozycja | Państwo        | Zawodnicy                                                                     | Czas   | Uwagi |
| ------- | -------------- | ----------------------------------------------------------------------------- | ------ | ----- |
| 1.      | Niemcy         | Otto Neumann, Richard Krebs, Harry Werner Storz, Hermann Engelhard            | 3:20,8 | Q     |
| 2.      | Szwecja        | Björn Kugelberg, Bertil von Wachenfeldt, Erik Byléhn, Sten Pettersson         | 3:21,2 | Q     |
| 3.      | Włochy         | Giacomo Carlini, Luigi Facelli, Guido Cominotto, Ettore Tavernari             | 3:22,6 |       |
| 4.      | Holandia       | Andries Hoogerwerf, Adriaan Paulen, Harry Broos, Rinus van den Berge          | b.d.   |       |
| 5.      | Czechosłowacja | Johann Bartl, Karel Kněnický, Vilém Šindler, Jaroslav Vykoupil                | b.d.   |       |
| 6.      | Grecja         | Stelios Benardis, Renos Frangoudis, Vangelis Moiropoulos, Vasileios Stavrinos | b.d.   |       |

Bieg 3
| Pozycja | Państwo         | Zawodnicy                                                       | Czas   | Uwagi |
| ------- | --------------- | --------------------------------------------------------------- | ------ | ----- |
| 1.      | Wielka Brytania | Roger Leigh-Wood, William Craner, John Rinkel, Douglas Lowe     | 3:20,6 | Q     |
| 2.      | Francja         | Georges Krotoff, Joseph Jackson, Georges Dupont, René Féger     | 3:23,0 | Q     |
| 3.      | Meksyk          | Alfonso García, Lucílo Iturbe, Jesús Moraila, Víctor Villaseñor | 3:23,4 |       |

### Finał
| Pozycja | Państwo           | Zawodnicy                                                             | Czas   | Uwagi |
| ------- | ----------------- | --------------------------------------------------------------------- | ------ | ----- |
| złoto   | Stany Zjednoczone | George Baird, Emerson Spencer, Fred Alderman, Ray Barbuti             | 3:14,2 | WR    |
| srebro  | Niemcy            | Otto Neumann, Richard Krebs, Harry Werner Storz, Hermann Engelhard    | 3:14,8 |       |
| brąz    | Kanada            | Alex Wilson, Phil Edwards, Stanley Glover, James Ball                 | 3:15,4 |       |
| 4.      | Szwecja           | Björn Kugelberg, Bertil von Wachenfeldt, Erik Byléhn, Sten Pettersson | 3:15,8 |       |
| 5.      | Wielka Brytania   | Roger Leigh-Wood, William Craner, John Rinkel, Douglas Lowe           | 3:16,4 |       |
| 6.      | Francja           | Georges Krotoff, Joseph Jackson, Georges Dupont, René Féger           | 3:19,4 |       |